# Żyj i pozwól umrzeć (film)

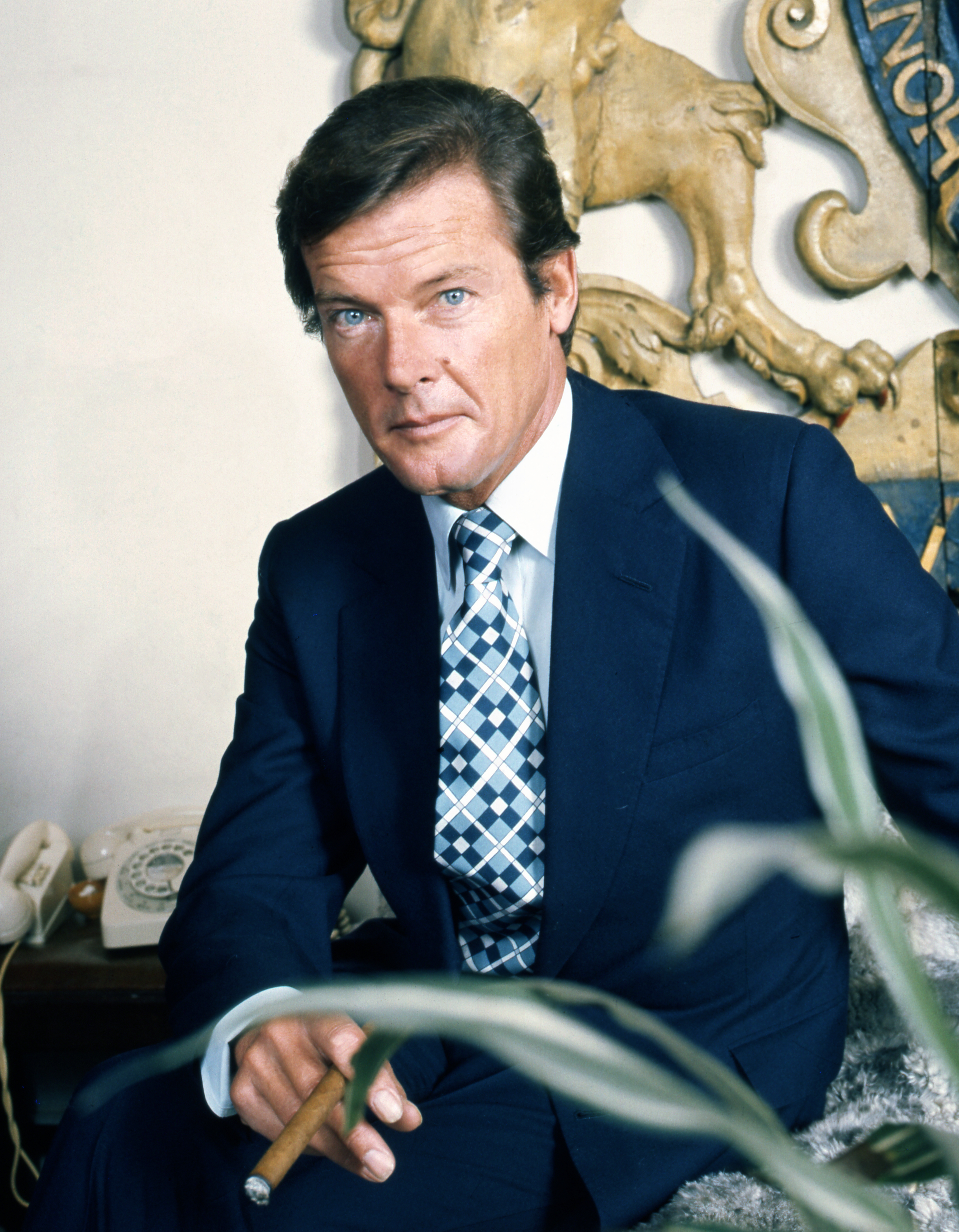
Roger Moore (1973)

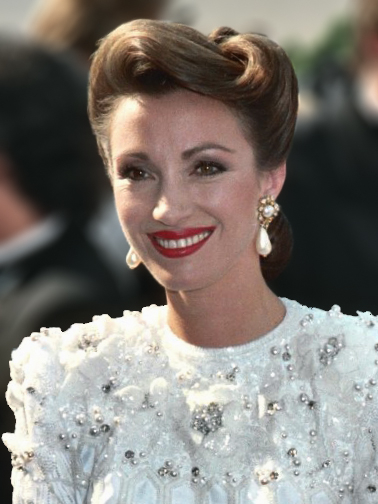
Jane Seymour na zdjęciu z 1988 roku. Filmowa dziewczyna Bonda – Solitaire

Żyj i pozwól umrzeć (ang. Live and Let Die) – ósmy film wytwórni EON Productions o przygodach Jamesa Bonda, na podstawie drugiej powieści o Bondzie autorstwa Iana Fleminga z 1954. W postać brytyjskiego agenta wcielił się po raz pierwszy Roger Moore.
007 ma za zadanie zbadać serię trzech morderstw dokonanych na brytyjskich agentach w Nowym Jorku, Nowym Orleanie i na Karaibach. Filmu ma cechy blaxploitation i nawiązuje do kultu wudu.

## Fabuła
W Nowym Jorku, w siedzibie ONZ zostaje zabity brytyjski polityk, pracujący dla wywiadu w służbie Jej Królewskiej Mości. Kolejni dwaj agencji giną w Nowym Orleanie i w niewielkim karaibskim, wyspiarskim państewku San Monique. M i Monnypenny odwiedzają Jamesa Bonda, agenta 007 w jego prywatnym mieszkaniu w Londynie. M chce wysłać Bonda na kolejną misję w celu zbadania tych trzech zabójstw. Bond rusza do Nowego Jorku – miejsca pierwszego zabójstwa. Agent zabity na karaibskiej wyspie zajmował się działaniami Kanangi – dyktatora tego państwa. Kananga także przebywa w Nowym Jorku na sesji ONZ. 007 zaczyna śledzić satrapę, szybko jednak zdaje sobie sprawę, że staje się celem czarnoskórych przestępców z Harlemu. Bond rusza do tej dzielnicy. W jednej z restauracji zostaje doprowadzony przed oblicze Mr. Biga – mafijnego bossa, i ewidentnego sprzymierzeńca Kanagi. Bond poznaje także Solitaire – piękną wróżkę, jasnowidzkę, tarocistkę i kapłankę wudu, która pracuje dla Mr Biga. Big nakazuje zabicie 007. Bondowi udaje się jednak uciec z zasadzki. Następnie Bond wyrusza na San Monique, by bliżej poznać miejsce zabójstwa jednego z agentów i być może skonfrontować się z Kanangą. W pokoju hotelowym czeka na niego agentka CIA Rosie Carver, która ma pomóc mu w misji. Rosie okazuje się jednak podwójną agentką na usługach Kanangi, zdemaskowana zostaje zabita przez Kanangę. Na San Monique, Bond z pomocą Quarrela Juniora postanawia odwiedzić wróżkę Solitaire w jej pałacu. 007 oszukuje Solitaire ustawiając talię kart tarota na swoją korzyść tak, aby pokazywały, że on i Solitaire zostaną kochankami.
Dziewczyna jest przerażona, ponieważ utrata dziewictwa pozbawi ją nadprzyrodzonych mocy. Spędzają jednak razem noc, a pozbawiona swych zdolności dziewczyna postanawia dołączyć do Bonda. Bond i Solitaire następnego dnia odkrywają na San Monique zakamuflowane ogromne pola makowe, z których Kananga planuje wyprodukować tony heroiny. Po ucieczce z San Monique lecą razem do Nowego Orleanu, ostatniego miejsca zabójstwa jednego brytyjskich agentów, gdzie 007 stara się rozwikłać zagadkę i ustalić co łączy Kanangę i Mr. Biga. Okazuje się, że Big i Kananga to ta sama osoba. 007 zostaje schwytany w Nowym Orleanie, a rozwścieczony Big zdejmuje przed nim swoją maskę ujawniając, że jest Dr. Kanangą – prezydentem San Monique. Kananga chce wiedzieć, czy Bond uprawiał seks z Solitaire. Kiedy okazuje się, że dziewczyna straciła swoje moce, Kananga wysyła ją z powrotem na wyspę gdzie ma być złożona jako ofiara podczas mszy wudu. Bonda zaś umieszcza na farmie krokodyli z której udaje mu się uciec. 007 porywa następnie jedną z superszybkich łodzi, którą ucieka po bagnach Luizjany przed ludźmi Kanangi. Następnie wyrusza na San Monique. Dochodzi tam do ostatecznej konfrontacji z Kanangą, który wyjawia Bondowi swój zbrodniczy plan: złoczyńca chce rzucić na rynek ogromne ilości heroiny za niską i przystępną cenę, powodując ogromną epidemię uzależnień w USA. Chce zacząć od Nowego Jorku i Nowego Orleanu. Uzależnieni od narkotyku Kanangi, mają kupować go od niego systematycznie zapewniając ogromny, stały dopływ gotówki. Ostatecznie Bondowi udaje się uwolnić Solitaire oraz zniszczyć ogromne pola makowe Kanangi. Sam Kananga ginie z ręki Bonda.

## Obsada
- Roger Moore – James Bond
- Jane Seymour – Solitaire
- Nikki van der Zyl – Solitaire (głos, niektóre sceny)
- Yaphet Kotto – dr Kananga / Mr. Big
- David Hedison – Felix Leiter
- Julius Harris – Tee Hee
- Geoffrey Holder – Baron Samedi
- Gloria Hendry – Rosie Carver
- Lon Satton – Harold Strutter
- Roy Stewart – Quarrel Junior
- Earl Jolly Brown – Whisper
- Tommy Lane – Adam
- Clifton James – szeryf J.W. Pepper
- Michael Ebbin – Dambala
- Arnold Williams – taksówkarz
- Bernard Lee – M
- Lois Maxwell – panna Moneypenny
- Madeline Smith – panna Caruso
- Joie Chitwood – Charlie
- Kubi Chaza – sprzedawczyni pracująca dla Kanangi
- Ruth Kempf – pani Bell
- Stephen Hendrickson – pan Bleeker
- B. J. Arnau – piosenkarka z klubu
- Robert Dix – Hamilton
- Shane Rimmer – Hamilton (głos)
- James Drakes – Dawes
- Dennis Edwards – Baines
- Lance Gordon – Eddie
- Alvin Alcorn – zabójca z Nowego Orleanu
- Sylvia Kuumba Williams – płacząca kobieta

## Produkcja

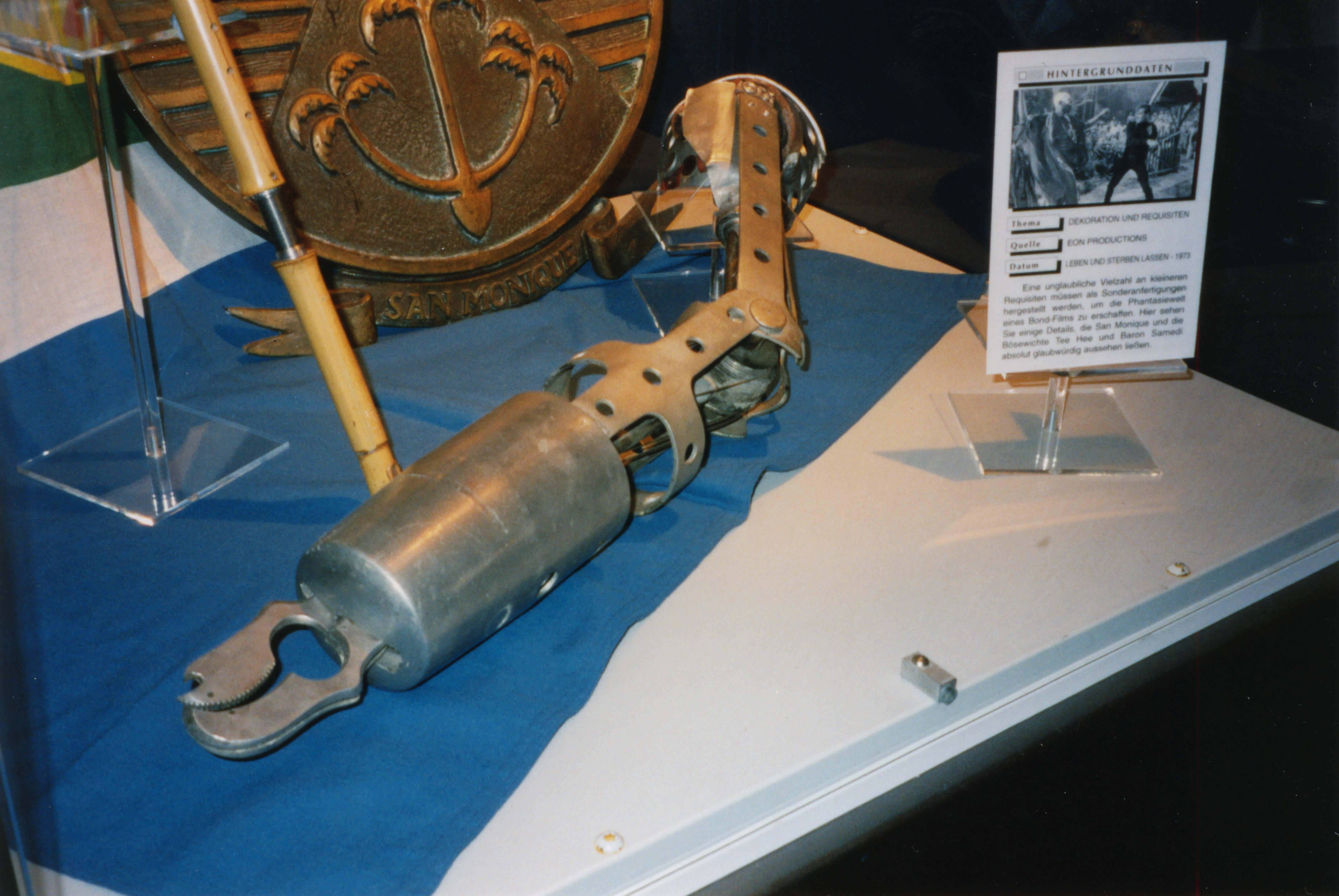
Proteza ręki Tee Hee

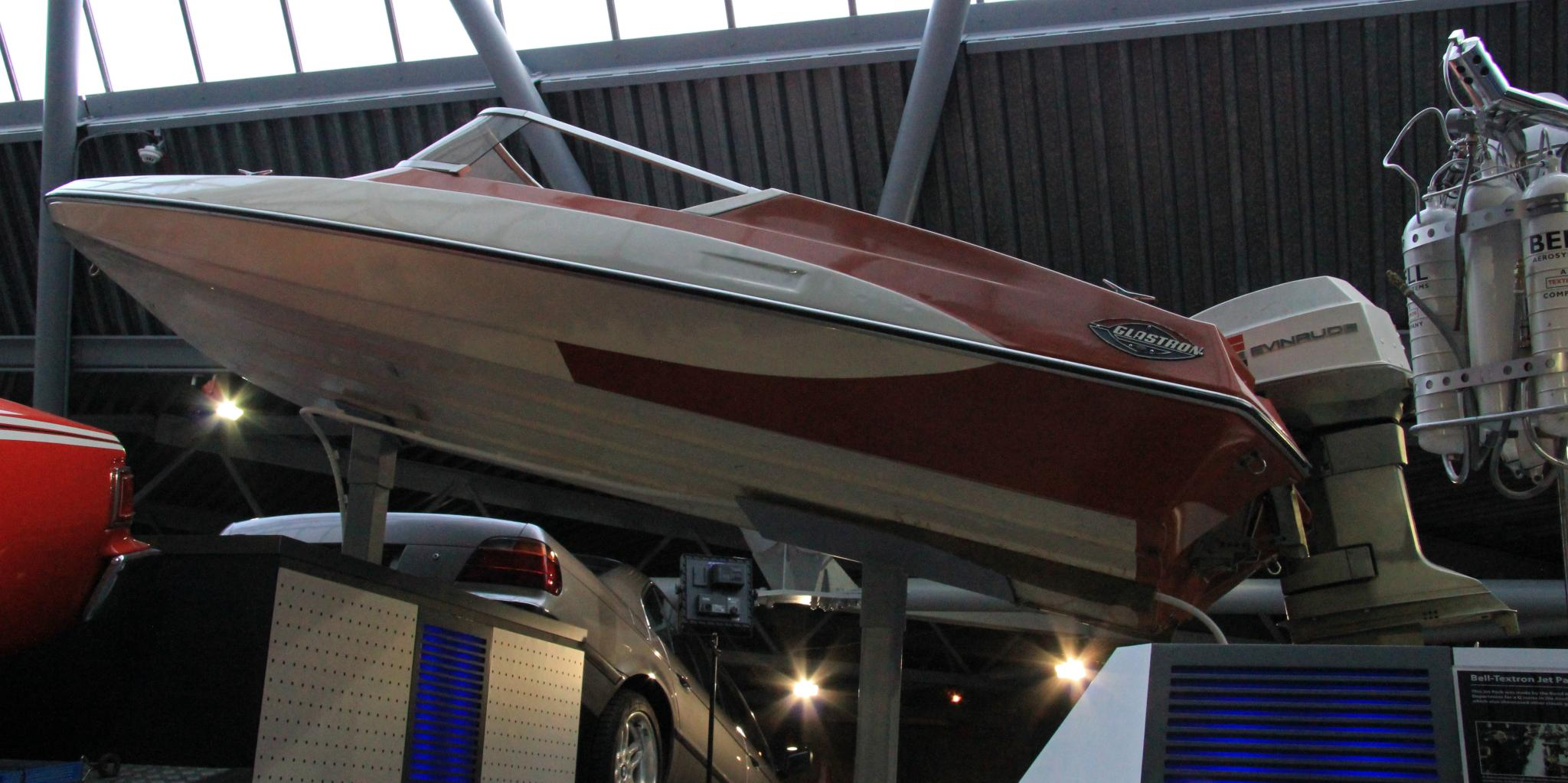
Superszybka łódź Bonda z filmu

Jeszcze przed wybuchem afery Watergate producenci filmowi Cubby Broccoli i Harry Saltzman zaczęli szukać „nowej twarzy Bonda”. Miał to być znany aktor, z solidnym doświadczeniem i poczuciem humoru. Te warunki spełniał Roger Moore. Rola Bonda ścigała go od dziesięciu lat. Był brany pod uwagę przy pierwszym filmie Doktor No, potem także przy kolejnym – Diamenty są wieczne. Teraz znowu wypłynął jako kandydat do roli. Producenci wahali się, a tymczasem reżyser Guy Hamilton optował za swoim ulubieńcem – Burtem Reynoldsem. Ten jednak stanowczo odmówił: „Jako wielki fan Seana Connery’ego wiem jedno: jestem najlepszym Burtem Reynoldsem na świecie i nie chcę być drugim Seanem Connerym. Nigdy nie zagrałbym Bonda lepiej od niego” – powiedział.
Po wielu próbach i castingach okazało się, że Roger Moore jest najlepszy. Brytyjczyk o wyszukanych manierach, miał klasę, w dodatku znany był na świecie ze swych telewizyjnych ról, zwłaszcza w serialu „Święty”. Zanim stanął przed kamerami, odebrał telefon od Harry’ego Saltzmana. „Posłuchaj Roger, Cubby uważa, że masz lekką nadwagę. Czy mógłbyś coś z tym zrobić?”. Oczywiście przeszedł natychmiast na dietę i schudł 13 kilo. Ale wtedy producenci orzekli: „Powinieneś nieco przytyć”. Zasugerowali też, żeby skrócił fryzurę. Kiedy dostosował się do ich wskazówek, usłyszał: „Jesteś za gruby! I wciąż masz za długie włosy”. I tak to się ciągnęło, aż Roger Moore zaczął popadać w desperację: „Nie rozumiem – dziwił się – mogli sobie przecież od początku wybrać jakiegoś chudego łysego faceta”. Potem pozostało mu już tylko zmienić numer swojego domowego telefonu, który kończył się cyframi...007.
Zdjęcia do filmu powstawały na Karaibach, w Harlemie i Nowym Orleanie. Filmowcy zdawali sobie sprawę, że wzbudzą kontrowersje portretując wyrafinowanego białego szpiega wnikającego w świat czarnych zbirów. Postanowili nieco zmiękczyć ten kontrast obsadzając w roli dziewczyny Bonda – Solitaire – białą aktorkę Jane Seymour. W filmie jest też scena, w której Bond tarza się w trawie z czarnoskórą pięknością Rosie Carver (Gloria Hendry), co miało podkreślić brak uprzedzeń rasowych. Bondowi pomagają też dwaj „dobrzy czarni”. Reżyser Guy Hamilton w filmie lekko pokpiwa sobie ze staroświeckiej brytyjskości Bonda i każe na niego spojrzeć z przymrużeniem oka. Kiedy 007 zjawia się w Harlemie, wzbudza rozbawienie. Żartują sobie z niego taksówkarz i kelner, a nawet śledzący go agent CIA. Egzotyczny świat, do którego Bond wkracza, wyśmiewa się z jego manier, nawyków i ubrań.

### Zdjęcia
16 października 1972 roku rozpoczęły się prace na planie. Zdjęcia rozpoczęto jeszcze przed ostatecznym sklompetowaniem obsady filmu. Pierwszą sceną była scena pościgu motorówkami w Luizjanie. Pomimo drobnych wypadków, zdjęcia do tej sceny przebiegły pomyślnie. Pechowo swoją pracę na planie rozpoczął Roger Moore, który zachorował na kamicę nerkową i musiał być zabrany do szpitala. W Nowym Orleanie nakręcono sceny w mieście, scenę pogrzebu w nowoorleańskim Harlemie, sceny przed restauracją Filet of Soul, a także sceny na farmie krokodyli. Stamtąd ekipa przeniosła się na Jamajkę, która udawała San Monique. Tu z kolei powstała scena ucieczki 007 piętrowym autobusem przed policją. Rogera Moore’a w niebezpieczniejszych scenach zastępował zawodowy kierowca. Jane Seymour chciała być cały czas w środku autobusu. Producenci, choć z oporami, zgodzili się na to. J. Seymour jest w autobusie zarówno wtedy gdy wykonuje on niebezpieczny obrót, jak i wtedy, gdy podczas przejazdu pod niskim mostem ma ścinane piętro.
Na Jamajce zarówno Roger Moore, jak i Jane Seymour przez kilka dni cierpieli na biegunkę. W grudniu ekipa przeniosła się do Londynu, gdzie nakręcono większość wnętrz, sceny rytuałów na San Monique, oraz kwaterę główną Kanangi. Zdjęcia do filmu powstawały także w Nowym Jorku, gdzie ekipa przyjechała w marcu 1973 roku. Kręcono tam wiele scen ulicznych m.in. scenę walki wręcz w Harlemie. Prace na planie filmu zakończono 15 marca 1973 roku.